# Bertil Carlsson (motorcykelförare)
Yngve Bertil Emanuel Carlsson, född 23 juli 1913 i Maria Magdalena församling, Stockholm, död 17 december 1996 i Täby församling, Stockholms län, var en svensk motorcykelförare. Han var bror till Eskil Carlsson och efter krigsslutet 1945 Sveriges bäste och segerrikaste förare i jordbanelopp och även varit synnerligen framgångsrik i tillförlitlighetstävlingar.
Carlsson, som var verksam som köpman i Djursholm, debuterade som tävlingsförare i Djurgårdsloppet i Eskilstuna 1933 och blev (på Rex) sexa i klass B. Han deltog därefter huvudsakligast i tillförlitlighetslopp och blev (på Norton) bland annat tvåa i tävlingarna om Shellkannan och Mälarpokalen 1935. Åren 1937 och 1938 vann han (på DKW resp. NSU) seniorklassen i Novemberkåsan och 1938 Vårbyloppet (DKW). Efter kriget vann han (på Triumph) Novemberkåsan 1946 (då han dessutom var medlem av segrande klubb- och märkeslag), blev trea 1947 (även då medlem av de segrande lagen) samt vann sistnämnda år expertklassen i Majtävlingen.
Mest känd blev dock Carlsson som jordbaneförare, framför allt på 400-metersbana. Han fick sitt stora genombrott på Allstadion i Stockholm i september 1935, då han i en hård svensk-dansk tävling placerade sig som tvåa. Vid SM blev han tvåa 1936 och trea 1938. Är 1937 gjorde han en turné i Tyskland och nådde vid EM i Prag 1938 en hedrande tredjeplacering efter två engelsmän. Sedan hösten 1945 var han Sveriges i särklass mest framgångsrika jordbaneförare och innehade ett flertal rekord på svenska 400-metersbanor. Carlsson vann i juli 1945 i Kumla den första efterkrigstävlingen och i augusti på Åbybanan det första loppet på 1 000-metersbana. På den sistnämnda bantypen kunde han emellertid icke kunnat konkurrera med de norska förarna (bäst tvåa vid NM på Umåkersbanan 1947 efter Leif Hveem). I juni 1948 vann Sverige genom bröderna Carlsson fyrlandskampen i Danmark.
Även på isbana tillhörde Carlsson eliten. I sitt andra isbanelopp, på Östermalms idrottsplats i januari 1936, segrade han överraskande och satte nytt banrekord. I backtävlingar deltog han endast  sparsamt. Han vann NM i lag i Korketrekkeren 1946. Carlsson, som representerade Svenska Motorklubbens Stockholmsavdelning och var kapten för dess lag i den 1948 startade jordbaneserien. Han skrev tillsammans med Sten Parnevill och Gunnar Arntz Körteknik och träning (1948).